# Rødby Pumpestation
Rødby Pumpestation er en pumpestation, der ligger ved Kramnitse på Lolland. Den afvander ca. 20.000 hektar af den tidligere Rødby Fjord, der blev inddæmmet i 1873-1878 med anlæggelsen af det lollandske dige. Den nuværende pumpestation blev taget i brug i 1966 og pumper nu 20 m³ vand/sekund.
Den første pumpestation i Kramnitse blev anlagt i 1869 og pumperne blev drevet af dampmaskiner. Denne pumpestation havde dog kun en kort levetid. Før den tid havde befolkningen forsøgt sig med afvanding af fjorden via afvandingsgrøfter.
Efter Stormfloden 1872 blev der anlagt et nyt dige langs kysten for at afværge flere oversvømmelser, og i 1927 blev en ny pumpestation bygget. Ved opførelsen af pumpestationen blev der gravet kanaler på ca. 23-24 km. og brakgrøfter på hver 12. meter. Det maskinelle udstyr stammede bl.a. fra Holeby Diesel (2 stk. maskiner på hver 400 hk.). Med de nye afvandede arealer opstod eksistensbetingelser for en ny type fjordbonde, der udnyttede de muligheder for dyrkning og græsning, som den afvandede fjord gav. Efter 2. verdenskrig blev dyrkningen intensiveret ved hjælp af ny teknologi, og det blev tydeligt, at den gamle pumpestation ikke kunne sænke vandspejlet tilstrækkeligt til at påbegynde dræning af jorden, og det blev derfor nødvendigt med en ny pumpestation. Den seneste pumpestation med elektriske pumper blev taget i brug i 1966.